# Okręg Radomski POW
Okręg Radomski (VII) Polskiej Organizacji Wojskowej – działający w latach 1915-1918 jeden z okręgów Polskiej Organizacji Wojskowej z siedzibą w Radomiu.

## Historia

### Przeciwko Rosjanom
Organizacja POW w Radomiu powstała z połączenia miejscowych organizacji Związku Strzeleckiego (dowódca Franciszek Bilek) i Polskich Drużyn Strzeleckich (dowódca Stanisław Banderski) w sierpniu 1914 r.  Jej pierwszym komendantem był inżynier Franciszek Bilek.  Od listopada 1914 roku POW w Radomiu kierował Karol Rybasiewicz, ps. "Wilczyński", od stycznia 1915 jako komendant okręgu. Od lutego 1915 na terenie okręgu działał oddział lotny POW pod dowództwem Stanisława Jareckiego. Z akcji przeprowadzonych przez niego można wymienić zniszczenie list poborowych do armii rosyjskiej w Radomiu i nieudaną akcję wysadzenia rosyjskich okopów pod Janowcem. Praca organizacyjna okręgu koncentrowała się w Polskim Komitecie Pomocy Sanitarnej, w którym schronienie znaleźli emisariusze legionowi i działacze niepodległościowi. Po zajęciu Radomia przez wojska państw centralnych - organizacja POW zmobilizowała dotychczasowych członków i sympatyków przekazując ich do I Brygady LP. W sumie udało się wówczas wystawić 3 oddziały liczące w sumie 90 ochotników: pluton piechoty pod dowództwem Karola Rybasiewicza (30 ludzi), pluton piechoty pod dowództwem Zygmunta Bończy-Karwackiego (36 ludzi) i oddział konny Henryka Świderskiego (24 ludzi).

### Przeciwko okupantom austro-węgierskim
W związku z mobilizacją do Legionów Polskich zaistniała konieczność reorganizacji struktur POW w Radomiu. Na czele okręgu stanął wówczas Stanisław Hempel ps. "Waligóra", który swoją energię skoncentrował na odbudowie struktur organizacyjnych, w rezultacie w drugiej połowie 1915 liczyła ona powtórnie 30 ludzi podzielonych na 3 plutony. Rozkazem nr 3 Komendy Naczelnej do Komend Okręgowych i Miejscowych z końca 1915 Okręg Radomski POW otrzymał nazwę VII Okręg POW. Numeracja ta i rezygnacja z nazw geograficznych miała służyć lepszej konspiracji. Okręg obejmował swoim zasięgiem cały teren dawnej guberni radomskiej. Po przybyciu w listopadzie 1915 do Radomia Ignacego Boernera przejął on kierownictwo okręgu. Rozszerzono wówczas zasięg oddziaływania POW na okolice Kozienic i Zwolenia. Działania na rzecz rozbudowy struktur POW w okręgu wydatnie wsparły ugrupowania lewicy niepodległościowej skupione w Wydziale Narodowym Radomskim będącym regionalną strukturą Komitetu Naczelnego Zjednoczonych Stronnictw Niepodległościowych a potem Centralnego Komitetu Narodowego. Głównymi jednak organizatorami struktur okręgu POW okazali się jego następcy komendant okręgu Stefan Kirtiklis ps. "Sewer" i jego zastępca Stanisław Cyrański ps. "Starżą". Powołano wówczas struktury obwodowe najpierw w Radomiu i Sandomierzu, a następnie w pierwszej połowie 1916 w Kozienicach, Opatowie - Ostrowcu Św., Końskich, Starachowicach - Iłży, Janowcu i Białobrzegach. Zorganizowano wówczas także struktury okręgowe: referat polityczny, pocztę, kolportaż, wydział skarbowy. W tym czasie powstały też pierwsze szkoły wojskowe, w tym szkoła podoficerska POW w Radomiu. Ten rozwój organizacji postępował także w okresie kierowania okręgiem przez następnego komendanta okręgu jakim był Tadeusz Puszczyński ps. "Konrad". W latach 1916–1917 w ramach okręgu działały następujące obwody: nr 1 – Radom, nr 2 – Kozienice, nr 3 – Opatów, nr 4 – Ostrowiec Świętokrzyski, nr 5 – Końskie, nr 6 – Sandomierz, nr 7 – Opoczno, nr 8 – Iłża, nr 9 – Białobrzegi. Jawną emanacją POW w okręgu stało się wówczas założone w lutym 1917 Towarzystwo Strzelecko-Sportowe Piechur", początkowo w Radomiu a następnie we wszystkich obwodach. W dniach 26–27 maja 1917 odbyły się ćwiczenia polowe w okolicach Suchedniowa zorganizowane przez komendę okręgu. W październiku 1917 okręg radomski POW liczył już 1604 członków. Ostatnim komendantem okręgu był Józef Marjański ps. "Marski" który utworzył przy komendzie okręgu VII - oddział lotny, który przeprowadził kilka akcji wymierzonych przeciwko okupantom austro-węgierskim, m.in. napad na kasjera tartaku w Suchedniowie oraz słynną akcję na pociąg austriacki pod Bąkowcem (tzw. Eks Bąkowiecki).
W pierwszych dniach listopada 1918 nastąpiło rozbrojenie oddziałów okupacyjnych przez oddziały POW wspierane przez Pogotowie Bojowe PPS. Dokonano także mobilizacji członków organizacji do organizującego się Wojska Polskiego. Do 18 grudnia 1918 z okręgu w sumie zmobilizowano 2 372 ludzi z szeregów POW, w tym 120 z Radomia, 317 z Sandomierza, 356 z Ostrowca, 500 z Opatowa, 92 z Kozienic, 400 z Końskich, 100 z Opoczna, 160 z Iłży, 197 z Białobrzegów i 130 ze Skarżyska. Na bazie kadry radomskiej POW w listopadzie 1918 sformowano 24 Pułk Piechoty.

## Komendanci
- Franciszek Bilek (sierpień - listopad 1914)[11]
- Karol Rybasiewicz (listopad 1914 – lipiec 1915)[12][13]
- Stanisław Hempel "Waligóra" (1 sierpnia – 8 listopada 1915)[14][15]
- Ignacy Boerner (grudzień 1915)[16][17]
- Stefan Kirtiklis (grudzień 1915 – 26 czerwca 1916)[18]
- Tadeusz Puszczyński (12 marca 1917 – maj 1918)[19]
- Józef Marjański "Marski", "Roman", "Wrzos" (maj – listopad 1918)[20][21]